# Баскетт, Лина
Лина Баскетт (англ. Lina Basquette, урождённая Лина Коупленд Баскетт (англ. Lena Copeland Baskette), 19 апреля 1907 — 30 сентября 1994) — американская актриса с 75-летней карьерой в шоу-бизнесе, которая началась в эпоху немого кино.

## Биография

### Юные годы
Родилась в Калифорнии в семье владельца аптеки, и с юных лет увлекалась танцами и балетом, благодаря чему в восьмилетнем возрасте стала моделью для рекламы компании «RCA Records». В 1916 году с ней заключила контракт кинокомпания «Universal Studios» на съемки в серии короткометражек, с чего и началась её карьера в кино. Вскоре её отец покончил жизнь самоубийством, а спустя три года её мать вновь вышла замуж, родив ей сводную сестру Мардж Чэмпион, также ставшую актрисой.
В возрасте 16 лет Баскетт была принята в труппу популярного музыкального шоу «Безумства Зигфелда» в качестве танцовщицы. Благодаря своему танцевальному таланту она была официально названа продюсерами шоу «примой-балериной Америки», и даже Анна Павлова пожелала стать её наставницей в классическом балете. Её мать посчитала, что карьера балерины не даст ей большого дохода, и отказала Павловой, о чём сама Лина Баскетт впоследствии жалела.

### Актёрская карьера
В 1925 году во время шоу «Безумств Зигфелда» её заметил Сэм Уорнер, один из соучредителей студии «Warner Bros.», который влюбился в молодую артистку и предложил ей выйти за него замуж. Баскетт не хотела соглашаться, потому что Уорнер был значительно старше чем она, но её мать настояла на их браке, полагая что Уорнер очень богат. Летом 1925 года состоялась их свадьба, а год спустя она родила от него дочь Литу. В 1927 году Сэм Уорнер внезапно скончался от пневмонии за день до премьеры фильма «Певец джаза», над которым он работал не покладая рук. Баскетт была опустошена его кончиной, и последующие годы много сил и времени потратила на судебные разборки с семьей Уорнеров за состояние мужа и опеку над их дочерью. В итоге, её дочь Лита осталась на попечении Гарри Уорнера и его супруги, и в последующие 20 лет она всего два раза виделась с матерью.
В 1928 году Лина Баскетт вернулась в кинематограф, появившись сразу в четырёх картинах за год, среди которых лента «Петля». В том же году она попала в список «WAMPAS Baby Stars», как одна из самых перспективных актрис года. В 1929 году актриса появилась в главной роли в драме Сесила Б. Де Милля «Безбожница», которая стала одной из самых ярких и запоминающихся в её карьере. Картина не получила большого успеха в США, зато была с восторгом принята в Австрии и Германии. Позже, Баскетт призналась, что получила даже письмо от Адольфа Гитлера, где тот называл её своей любимой кинозвездой.
С началом 1930-х годов карьера Баскетт постепенно пошла на спад, во многом из-за вражды с семьей Уорнеров. В 1937 году, после прихода к власти нацистов, ей предложила контракт немецкая киностудия «Universum Film AG». После прибытия в Германию ей была устроена встреча с Гитлером в Берхтесгаден, на которой, по утверждениям самой Баскетт, фюрер с ней заигрывал. После того, как Гитлер продолжал упорствовать, актриса ударила его в пах, и, заявив, что её дед по материнской линии был евреем, вернулась обратно в США.

Баскетт на конкурсе собаководов

К концу десятилетия, в связи с тем, что её карьера в кино продолжала затухать, Лина Баскетт вернулась к танцам, выступая в ночных клубах и участвую в музыкальных ревю. К тому времени, она уже в пятый раз была замуж, и вместе с супругом, британским актёром Генри Моллисом, гастролировала с театральными постановками в США, Австралии и Новой Зеландии. В 1943 году после роли в фильме «Ночь преступлений» актриса завершила свою карьеру в кино.
В августе 1943 года её изнасиловал и ограбил 22-летний военнослужащий Джордж Пол Римк, которого она согласилась подвезти. На суде он отрицал все обвинения, но был признан виновным и приговорён к пожизненному заключению.

### Собаководство
В 1947 году Баскетт приобрела ферму в Пенсильвании, где в 1950 году, вместе со своим шестым мужем Уорнером Гилмором, занялась разведением немецких догов. В дальнейшие годы Баскетт стала отменным собаководом, а её собаки завоевывали многочисленные призы на профессиональных выставках. Она также написала несколько книг на тему собаководства. В 1983 году, после выхода на пенсию, она прекратила заниматься разведением догов, став принимать участие в качестве члена жюри на конкурсах.

### Поздние годы
В 1989 году в журнале «The New Yorker» была опубликована статья, посвящённая актрисе, что способствовало возрождению интереса к её фильмам. Картины с её участием были показаны в Галерее национального искусства в Вашингтоне и в театре немого кино в Лос-Анджелесе. В 1991 году была опубликована её автобиография, и в том же году, впервые за 49 лет, она вновь появилась на большом экране в независимом фильме «Парадайз-Парк».
Лина Баскетт умерла от лимфомы осенью 1994 года в возрасте 87 лет в своём доме в Западной Виргинии. От её восьми браков у неё осталось двое детей, внук и правнук. Её вклад в киноиндустрию США отмечен звездой на Голливудской аллее славы.